# Turbonilla clarinda
Turbonilla clarinda är en snäckart som beskrevs av Bartsch 1912. Turbonilla clarinda ingår i släktet Turbonilla och familjen Pyramidellidae. Inga underarter finns listade i Catalogue of Life.